# スズキ・GS125E
GS125E（ジーエスひゃくにじゅうごイー）とは、スズキが製造発売したオートバイ（小型自動二輪車）である。

## 概要
1982年春に先行発売されたGN125Eの兄弟車として、1982年夏に発売。GN125Eの「和製アメリカンモデル」といったコンセプトに対して、GS125Eは「ヨーロピアンスポーツ」といった位置づけで販売され、ビキニカウルやアンチノーズダイブ機構などを装備することによりGN125Eとの差別化が図られた。
発売当初の車名は「GS125Eカタナ」であった。カタナ、という名前ではあるが「あの形状」のカウルは装備されていないのは同年モデルチェンジ、後期型となったGSX400/250Eカタナと同様。
GSX400/250EカタナのGSX1100EZ同様の外装デザインに対し、GS125EはGS650Gをモチーフとした専用のデザインになっている。当時のカタナシリーズの中で最小排気量車であった事もあり「小刀（コガタナ）」と呼ぶユーザーもいた。
他の排気量のカタナシリーズの製造中止に伴い本車もカタナの名称が外されるが、デザインは変更される事なくGS125Eとしてそのまま販売は継続された。

## 車両解説
エンジンは2球形燃焼室を持つスズキS.T.D.C.C.方式。点火装置はフルトランジスタ（スズキP.E.I.点火方式）を採用。メーターボックスにはギヤポジションインジケーター（使用中のギヤの段数を示す装置）、フロントフォークにはスズキ独自のアンチノーズダイブ機構「ANDF」が装備されていた。また当時解禁になったばかりのビキニカウル（カタログ上では「ミニカウル」）も標準装備されていた。
癖の無い素直な操縦性と優れた経済性、取り回しの良さを持つ。軽量な車体と容量12リットルの燃料タンクは低燃費とあいまって長距離走行も可能にする。自然なライディングポジションで疲れも少ない。

## 歴史
- GS125E（1982年8月 - ）：初期型。ボディカラーはブライトシルバーメタリックとキャンディージプシーレッドの2種。
- GS125E-2（1985年2月 - ）：ボディカラーを白に変更。ヘッドライトをハロゲン球に変更。
- GS125EJ（1988年3月 - ）：エアクリーナーとマフラーの形状変更。キャブレターをVM型（強制開閉式）からCV型（負圧式）に変更。
- GS125EK（1989年1月 - ）：フロントブレーキスイッチをマイクロスイッチに変更。
- GS125EM（1990年8月 - ）：電気回路の変更。車体グラフィックにストライプラインを追加、燃料タンクのSUZUKIのロゴマークが水平になる。
- GS125ESR（1994年5月 - ）：最終型。ボディカラー変更とエンジンを黒塗装に変更。常時点灯式ヘッドライト、プッシュキャンセル式ウインカー、抵抗入り点火プラグその他小変更。